# 60A busz (Budapest)
A budapesti 60A jelzésű autóbusz a Batthyány tér és a Farkastorki út (Bécsi út) között közlekedett. A vonalat a Budapesti Közlekedési Vállalat üzemeltette.

## Története
1961-től 1964-ig 60A jelzésű temetői járat közlekedett a Margit híd, budai hídfőtől az Óbudai temetőig.
Legközelebb 1976. január 2-án indítottak új járatot 60A jelzéssel a Batthyány tér és a Gyenes utca (Vörösvári út) között, Ikarus 180-as csuklós buszokkal. A vonalon 1980. január 2-ától Ikarus 280-as buszok jártak. Útépítés miatt 1980. július 31-étől ideiglenesen szünetelt, majd 1981. január 19-én 60-as jelzésű gyorsjáratként indult újra, kevesebb megállót kiszolgálva.

## Útvonala
| Batthyány tér felé | Farkastorki út (Bécsi út) felé |
| --- | --- |
| Farkastorki út (Bécsi út) vá. – Vörösvári út – Váradi Sándor utca – Bécsi út – Galagonya utca – Lajos utca – Zsigmond tér – Árpád fejedelem útja – Bem rakpart – Bem József tér – Fő utca – Batthyány tér vá. | Batthyány tér vá. – Bem rakpart – Árpád fejedelem útja – Zsigmond tér – Lajos utca – Galagonya utca – Bécsi út – Váradi Sándor utca – Vörösvári út – Bécsi út – Farkastorki út (Bécsi út) vá. |

## Megállóhelyei
Az átszállási kapcsolatok között az azonos útvonalon közlekedő 60-as busz nincsen feltüntetve.
| 0  | Farkastorki út (Bécsi út) végállomás | 20 | 11, 33 18, 37, 118, 137 Helyközi buszok                             |
| 1  | Körte utca                           | ∫  | 11, 33 18, 37, 118, 137                                             |
| ∫  | Perényi út                           | 18 |                                                                     |
| 3  | Váradi Sándor utca                   | 17 |                                                                     |
| 5  | Margit Kórház                        | 15 | 17                                                                  |
| 7  | Podolin utca (↓) Selmeci utca (↑)    | 13 | 17                                                                  |
| 9  | Nagyszombat utca (↓) Bécsi út (↑)    | 11 | 11, 17                                                              |
| 10 | Lajos utca                           | ∫  | 6, 84, 86                                                           |
| 12 | Kolosy tér                           | 8  | Szentendrei HÉV 11, 17 6, 6, 29, 65, 65A, 84, 86, 86, 165           |
| 13 | Zsigmond tér                         | 7  | 11, 17 6, 84, 86                                                    |
| 14 | Komjádi Béla uszoda                  | 6  | 6, 84, 86                                                           |
| 16 | Margit híd                           | 4  | Szentendrei HÉV 4, 6, 11, 17 6, 6, 12, 12A, 26, 84, 86, 86, 91, 191 |
| 18 | Ganz utca (↓) Bem József tér (↑)     | 2  | 86                                                                  |
| 20 | Batthyány tér végállomás             | 0  | Szentendrei HÉV 9, 19 11, 39, 86, 86                                |